# Маккаллум, Грейс
Грейс Маккаллум (англ. Grace McCallum, род. 30 октября 2002) — американская гимнастка. Серебряный призёр Олимпийских игр 2020. Двукратная чемпионка мира 2018 и 2019 годов в командном первенстве. Двукратный бронзовый призёр чемпионата США — 2019 года в абсолютном первенстве и 2021 года на брусьях.

## Биография
Маккаллум родилась в Кеймбридже (штат Миннесота) в семье Сандры и Эдварда Маккаллумов. Она одна из шести детей в семье

## Карьера
В 2018 году была официально включена в национальную сборную, которая участвовала в чемпионате Тихоокеанского региона по гимнастике в 2018 году. Там она выиграла золото в командном первенстве и финале многоборья, а также серебро в опорном прыжке и вольных упражнениях.
На летних Олимпийских играх 2020 в Токио Грейс Маккаллум стала серебряным призёром в командном многоборье вместе с Симоной Байлз, Сунисой Ли и Джордан Чайлз.